# 2009 JU18
2009 JU18, também escrito como 2009 JU18, é um corpo menor que está localizado no disco disperso, uma região do Sistema Solar. Ele possui uma magnitude absoluta de 8,5 e tem um diâmetro estimado de cerca de 88 km.

## Descoberta
2009 JU18 foi descoberto no dia 14 de maio de 2009.

## Órbita
A órbita de 2009 JU18 tem uma excentricidade de 0,321 e possui um semieixo maior de 56,422 UA. O seu periélio leva o mesmo a uma distância de 38,313 UA em relação ao Sol e seu afélio a 74,531 UA.